# 索爾茲伯里山
索爾茲伯里山是南極洲的山峰，位於紐西蘭羅斯屬地，是卡羅山脈的南端，處於斯科特冰川下游西岸，海拔高度970米，該山峰由美國的探險隊發現。
85°38′S 153°37′W / 85.633°S 153.617°W